# Damian Domingo

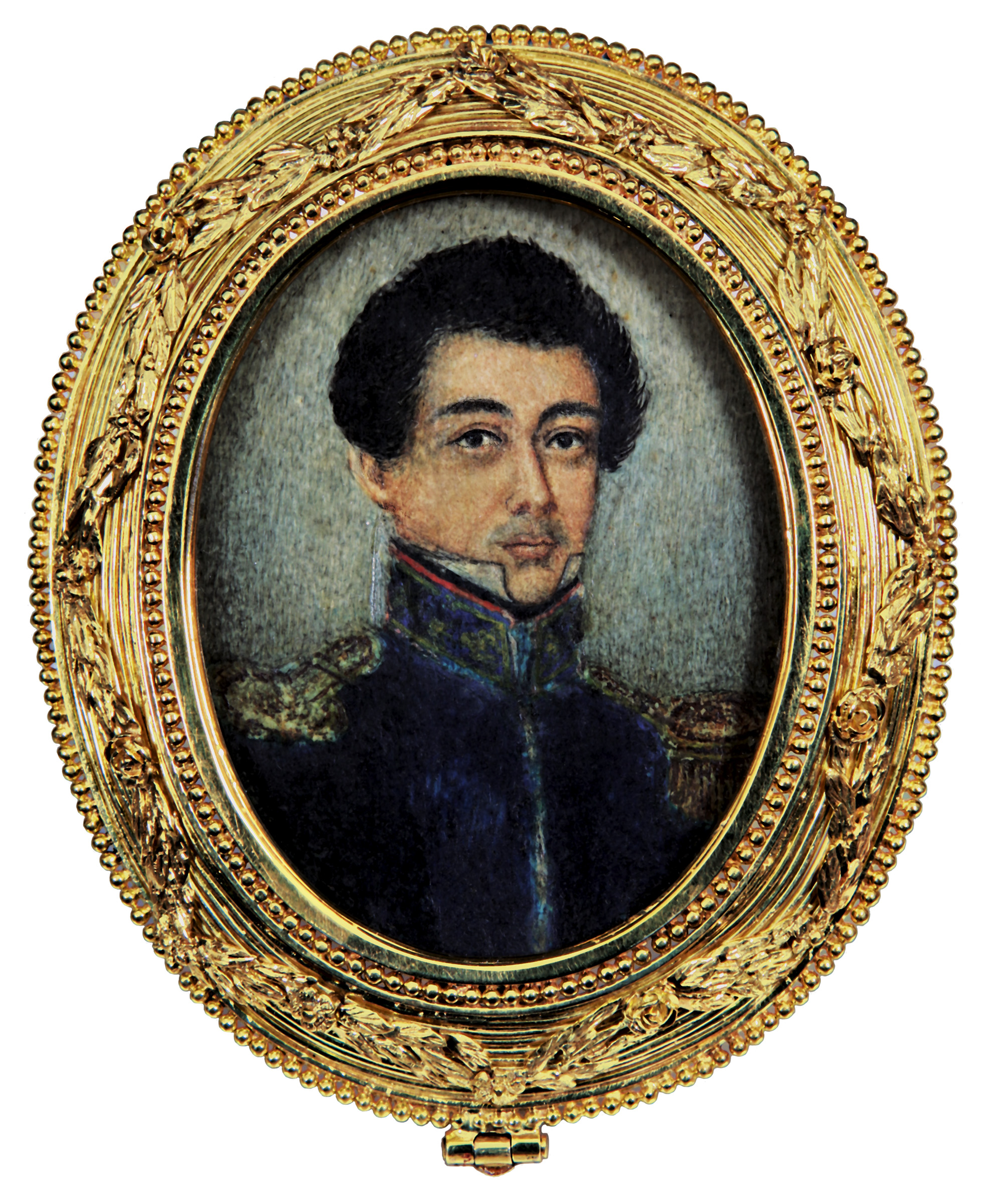
Damian Domingo, zelfportret

Damian Domingo (Manilla, ca. 1790 – aldaar, ca. 1832) was een Filipijns kunstschilder. Hij staat bekend als de eerste Filipijnse schilder die ook niet-kerkelijke onderwerpen schilderde, en dan met name miniatuur-portretten. Domingo wordt beschouwd als de meest vooraanstaande Filipijnse schilder van het begin van de 19e eeuw.

## Biografie
Domingo werd geboren in Tondo, Manilla. In 1821 richtte hij de Academia de Dibujo y Pintura op die op 13 juni 1826 fuseerde met een andere schilderopleiding. Domingo gaf les aan deze schilderacademie en was vanaf 1828 directeur. Studenten van de academie kregen les in anatomie, het schilderen van stillevens, tekenen in perspectief  en het omgaan met verschillende soorten schildermaterialen. De Academia de Dibujo was de eerste Filipijnse onderwijsinstelling waar ook Filipino's zich konden inschrijven. Met zijn schilderacademie was Domingo grotendeels verantwoordelijk voor het opleiden van een hele nieuwe generatie van schilders.
Domingo, waarvan gezegd werd dat hij een fotografisch geheugen had, was de eerste Filipijnse kunstschilder die ook niet-kerkelijke onderwerpen schilderde. Hij specialiseerde zich daarbij in miniatuur-portretschilderwerken de zogenaamde tipo del pais. Dit waren portretten van Filipino's uit hogere kringen. Naar verluidt was het ook een van deze tipo del pais, die hem zijn levenspartner opleverde. Na het schilderen van een portret van een zekere Lucia Casas was haar vader, de rijke kolonel Ambrocio Casas, zo onder de indruk dat hij Domingo uitnodigde in zijn huis. Hierna ontstond een romance en in 1824 trouwde Damian met Lucia. Ze kregen samen tien kinderen, van wie er twee als kind al overleden. Twee van zijn zonen, Jose en Severo, werden in navolging van hun vader ook schilder.
Er zijn niet veel werken van Domingo bewaard gebleven, slechts twee waterverfschilderijen en drie olieverfschilderijen. De drie olieverfschilderijen zijn: Nuestra Señora del Rosario, Catedra de S. Pedro Roma en La Sagrada Familia